# Lepidogyne
Lepidogyne é um género botânico pertencente à família das orquídeas (Orchidaceae). Tem somente uma espécie, Lepidogyne longifolia.